# Piramides van Güímar

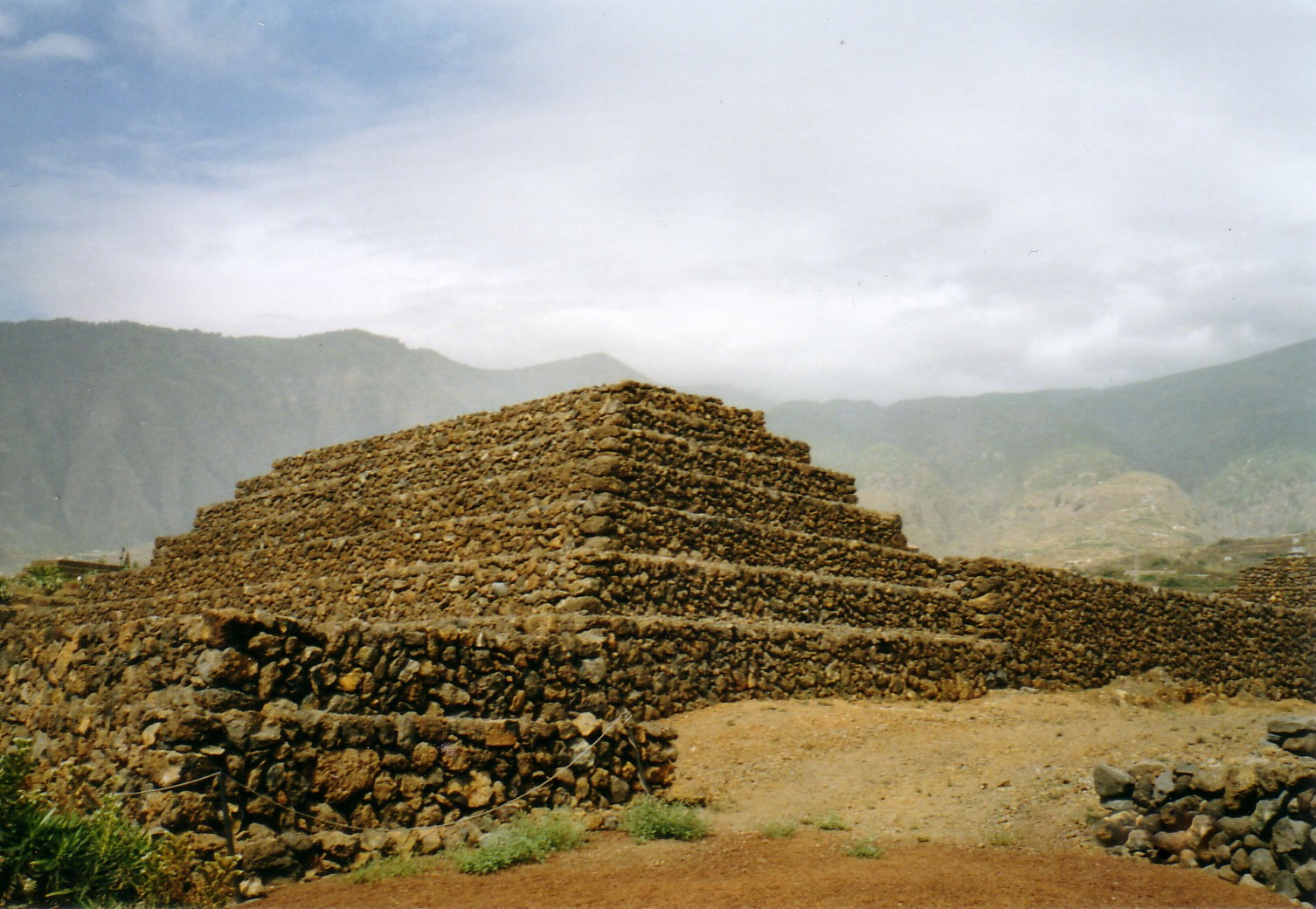
Een van de piramides van Güímar

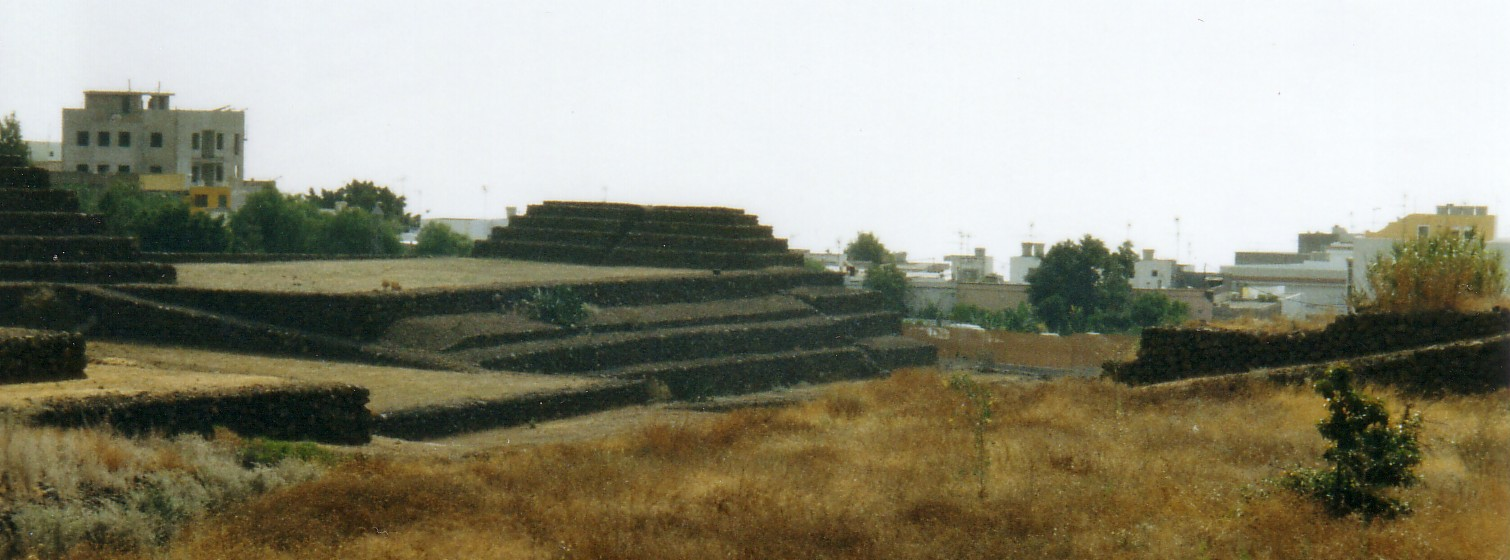
Piramiden van Güímar

De Piramides van Güímar liggen in het plaatsje Güímar aan de oostkust van Tenerife. Er staan bij Güímar nu nog zes piramiden met een rechthoekige plattegrond. Vroeger waren het er negen.

## Onderzoekshistorie
De heersende consensus onder onderzoekers was dat de piramides door boeren gevormd zijn door de stenen, die zij tijdens het ploegen gevonden hadden, naast hun veld op te stapelen. Dit gebeurde veel op de Canarische Eilanden. De lokale bevolking en oude afbeeldingen vertelden dat er vroeger op veel plaatsen op het eiland piramiden bestaan hadden. Deze waren volgens de verhalen afgebroken en gebruikt als goedkoop bouwmateriaal. De meeste piramides zouden halverwege de 19e eeuw gebouwd zijn, de eerste vermelding stamt uit 1881.
Inmiddels heeft een deel van de onderzoekers heeft echter een andere visie. In 1991 werden de hopen stenen door de beroemde onderzoeker Thor Heyerdahl bestudeerd. Hij ontdekte dat deze stenen niet zomaar een hoop vormden, maar piramides waren. Heyerdahl ontdekte dat de hoeken van de piramides betreden waren en dat de grond geëgaliseerd was voordat de piramides gebouwd werden. Bovendien zijn de piramiden niet opgebouwd uit stenen in de naastliggende velden, maar uit lavarotsen. Verder ontdekte Heyerdahl dat de piramide in een speciale astronomische positie geplaatst waren. Op de dag van de zomerwende kan een dubbele zonsondergang worden gezien vanaf de grootste piramide. Dit komt doordat de zon achter de hoogste bergtop daalt, deze passeert, weer zichtbaar wordt en ten slotte achter de volgende bergtop weer verdwijnt. Alle piramiden hebben een trap aan de westzijde. De mogelijkheid werd overwogen dat mensen uit Noord-Afrika via primitieve oceaanreizen op de Canarische eilanden en in Meso-Amerika aankwamen en de kunst van het piramide-bouwen overbrachten. Ondanks zijn onderzoek heeft Heyerdahl nooit de leeftijd van de piramides kunnen achterhalen of de vraag kunnen beantwoorden wie deze piramiden gebouwd heeft.
Omdat de theorieën van Heyerdahl niet met zekerheid kunnen worden bevestigd, verwerpen de meeste archeologen Heyerdahls conclusies.

## Site
In 1988 werd het 65.000 m² grote gebied van de Güímar-piramiden geopend voor het publiek als etnologisch park.
Het park bestaat uit een museum dat gaat over piramides over de wereld en Thor Heyerdahl. Daarnaast is er ook een botanische tuin bestaande uit een duurzame tuin, tropicarium en de giftige tuin. Deze liggen rond de en tussen de 6 piramides die op de site liggen.

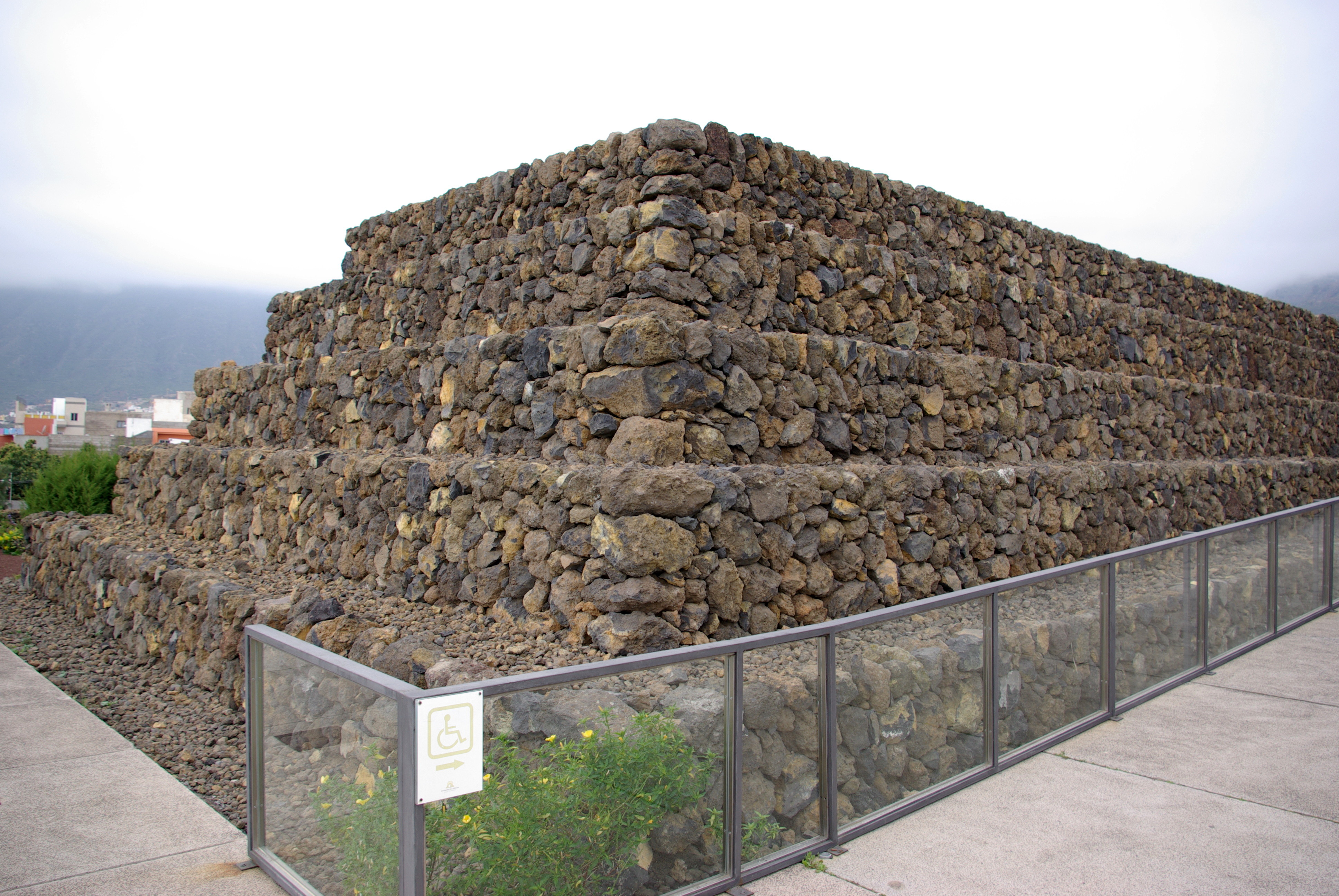
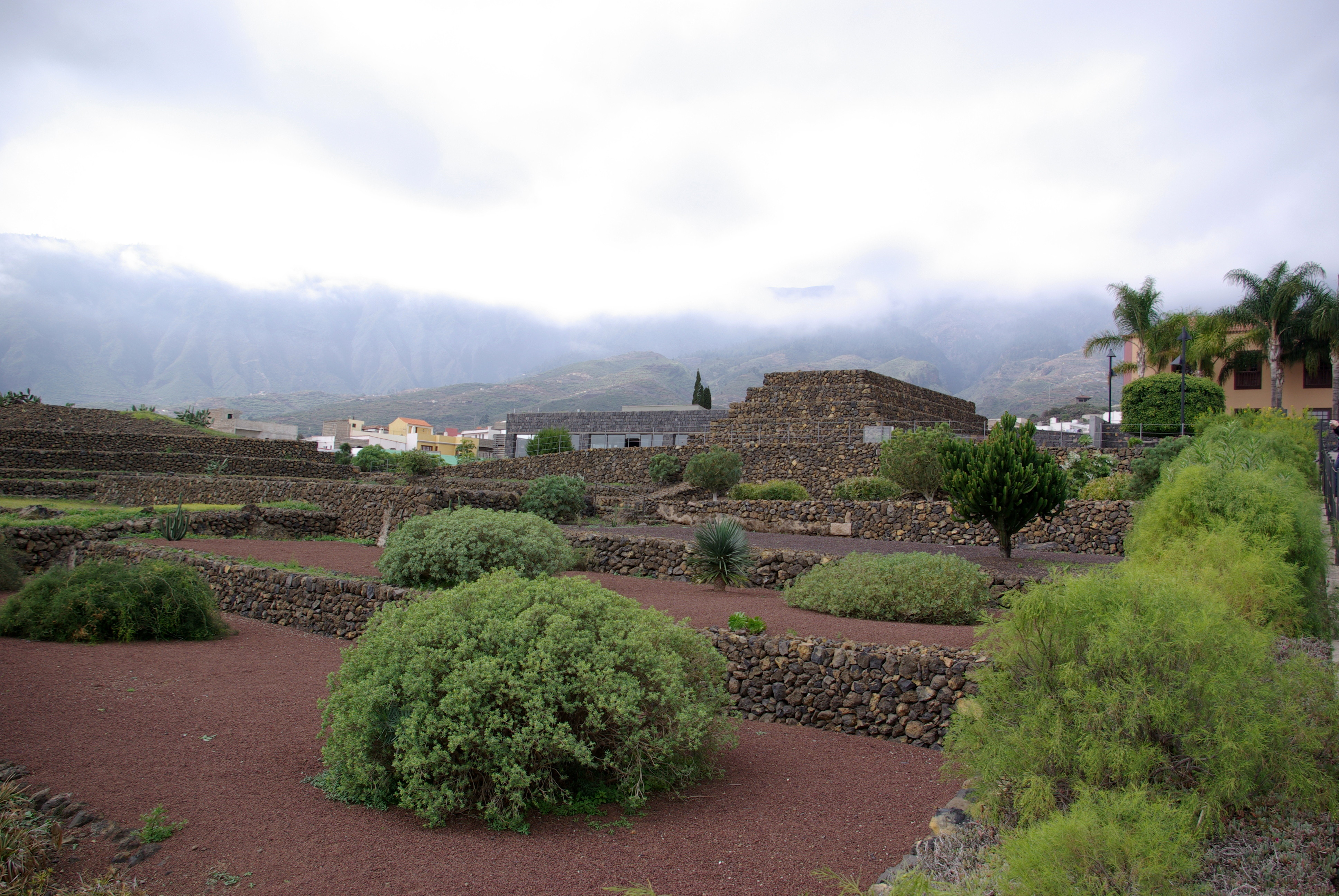
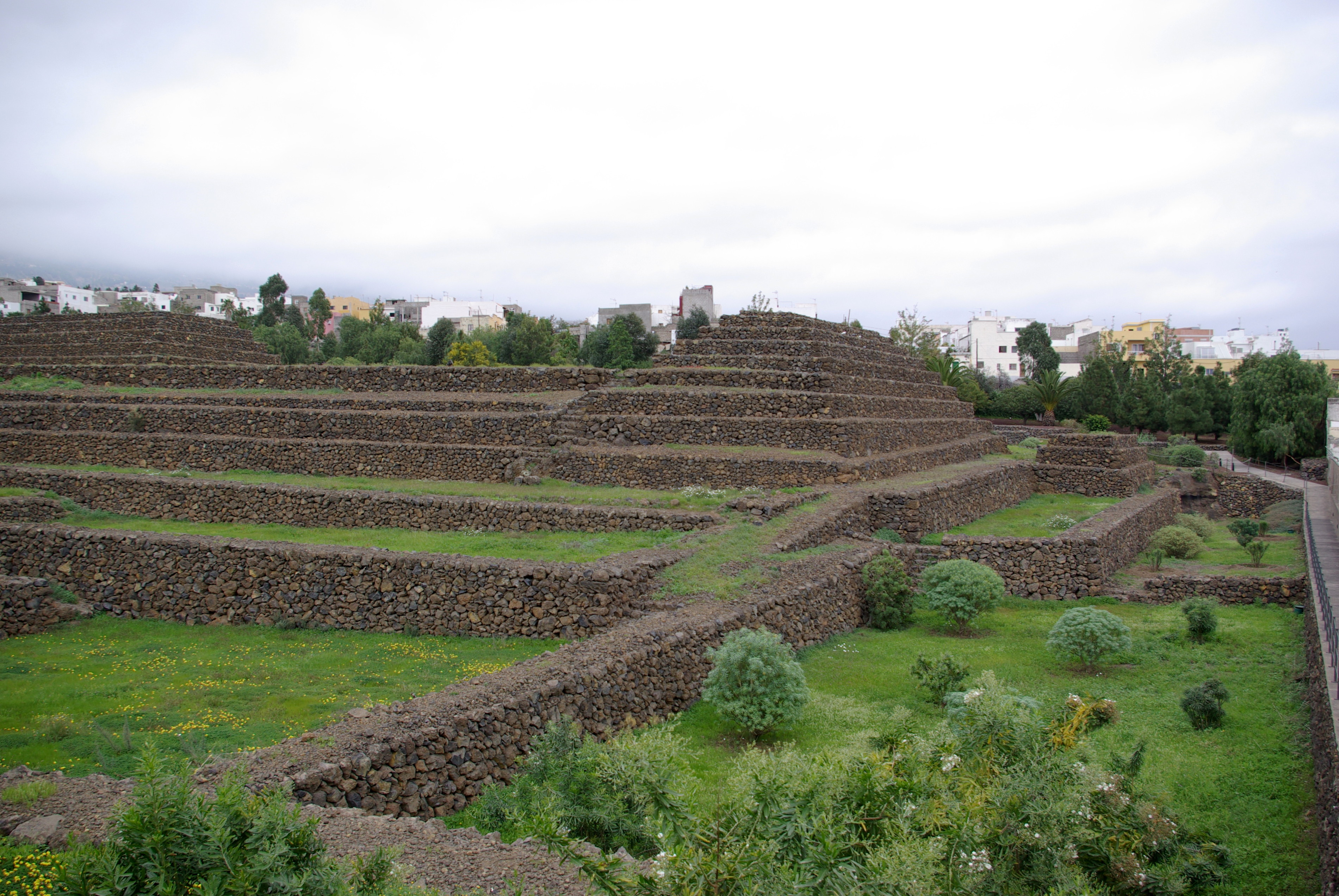
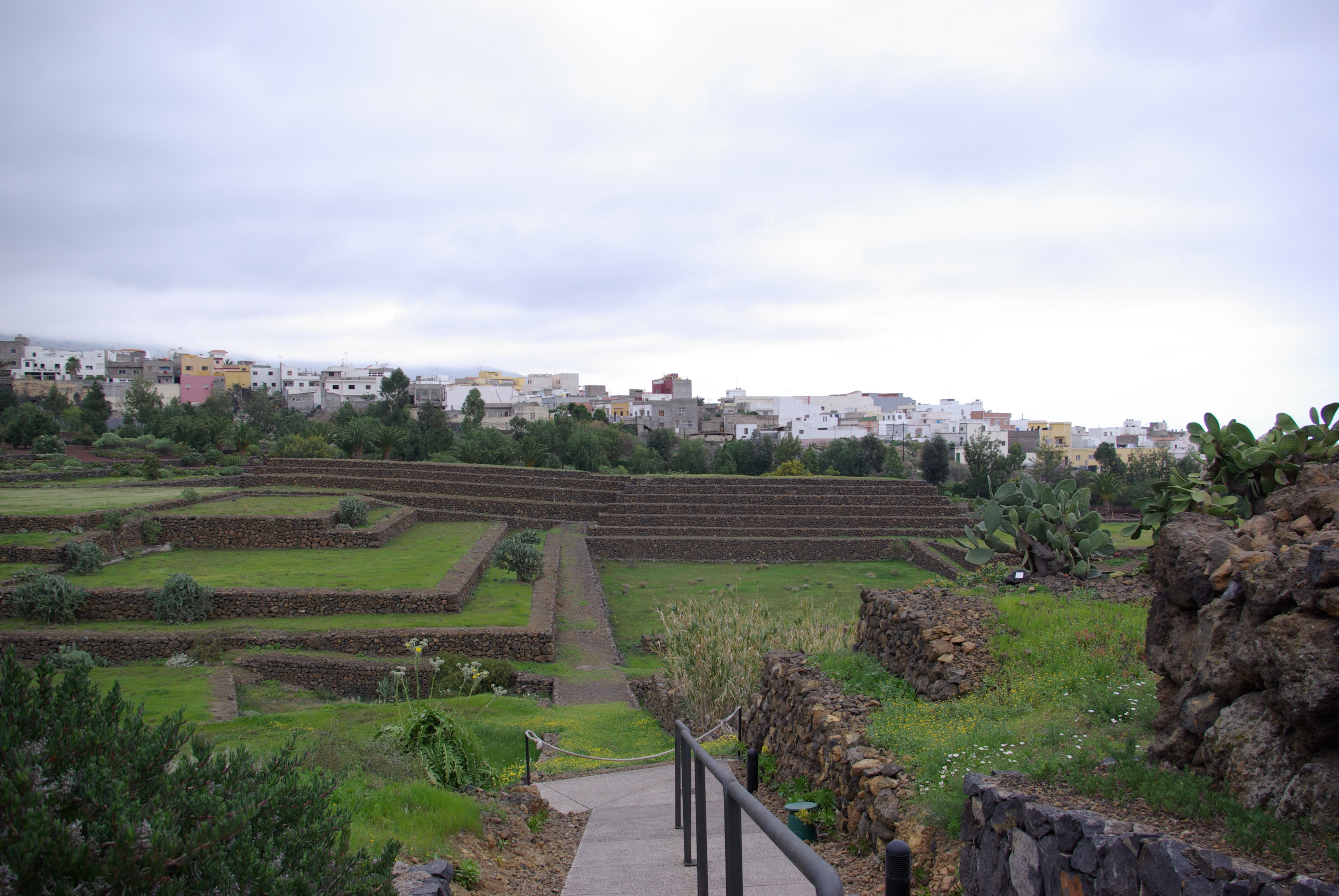
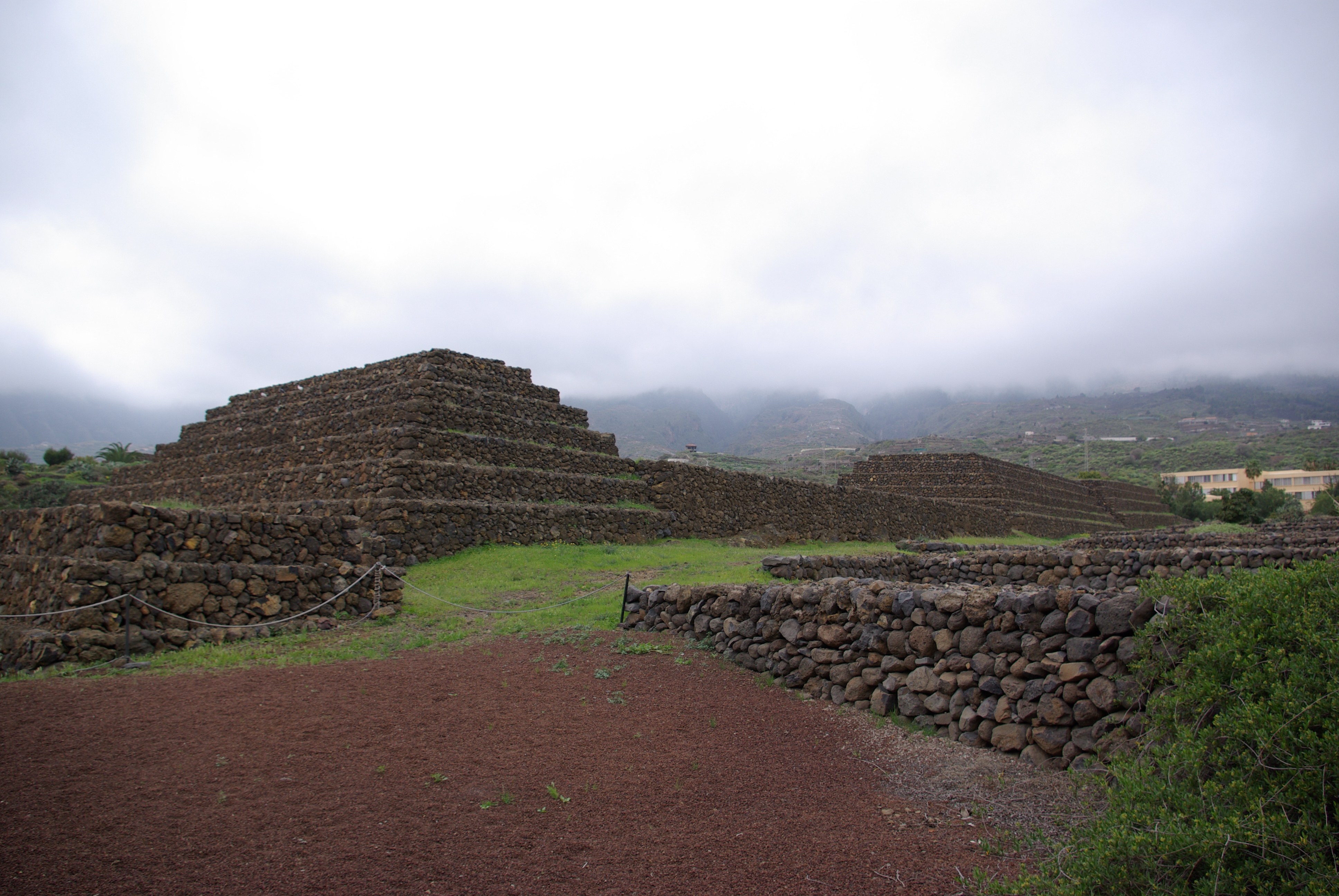

## Andere piramiden op de Canarische eilanden

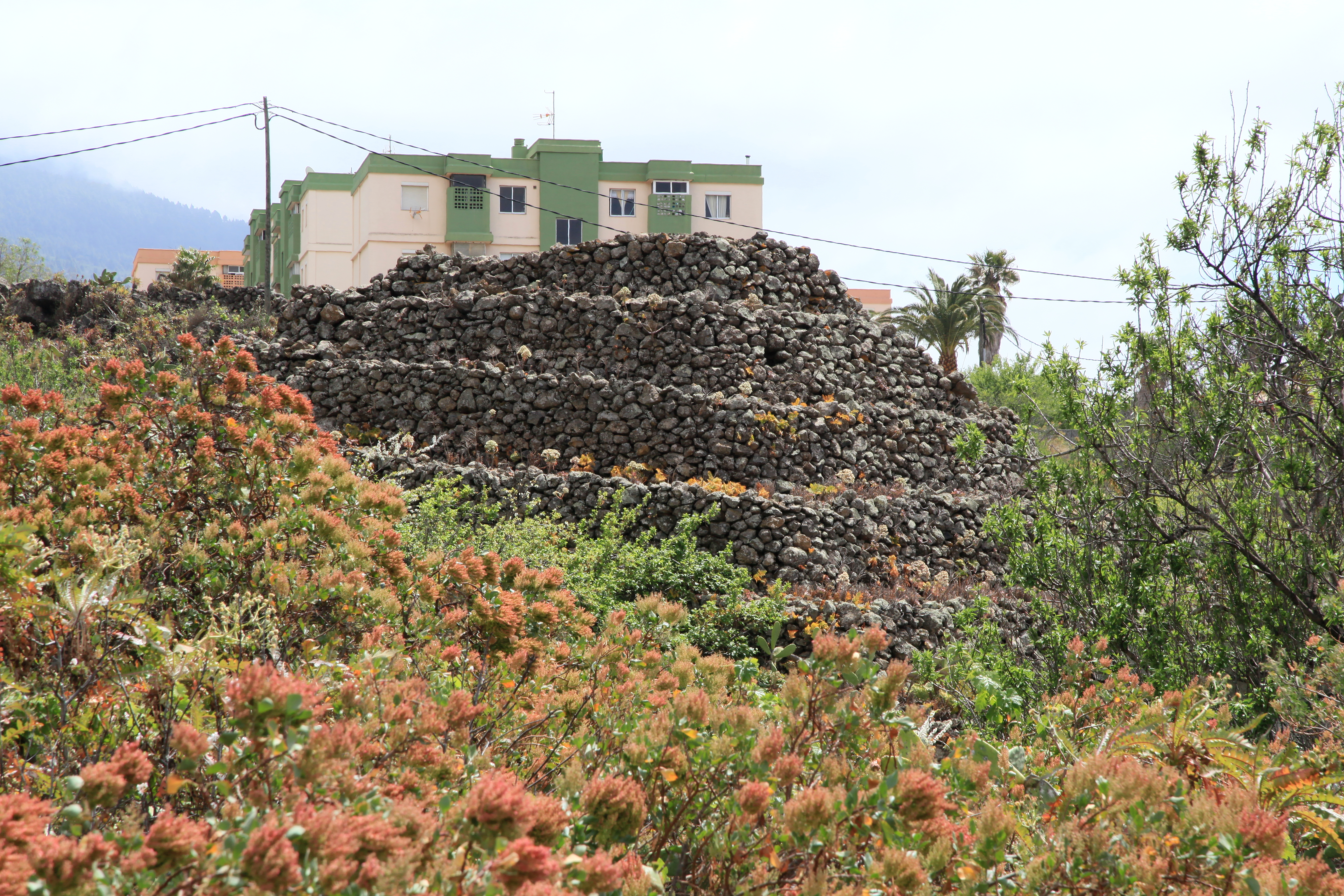
El Paso piramide, La Palma

Er zijn piramiden op Tenerife aan de weg Camino la Suerte bij San Marcos en in Santa Bárbara buiten Icod de los Vinos. Er is ook een piramide bij de hoofdstad van het Canarische eiland La Palma, Santa Cruz.